# مجید علی
مجید علی (انگلیسی: Majeed Ali؛ زادهٔ ۱ ژوئیهٔ ۱۹۴۴) بازیکن فوتبال اهل عراق بود.
وی همچنین در تیم ملی فوتبال عراق بازی کرده‌است.